# Regizor de film

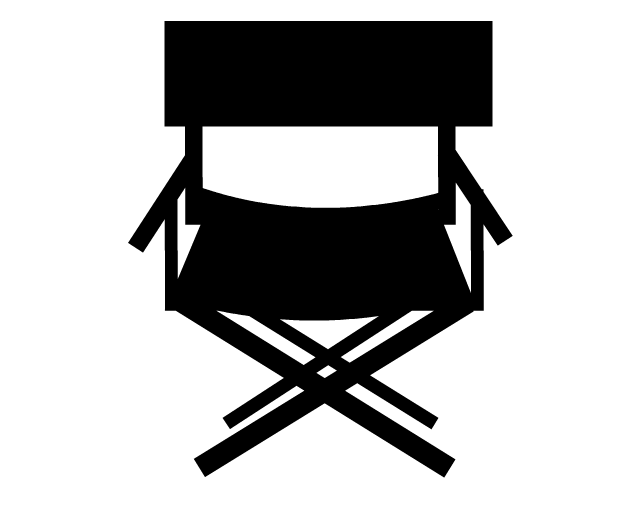
Scaun de regizor de film

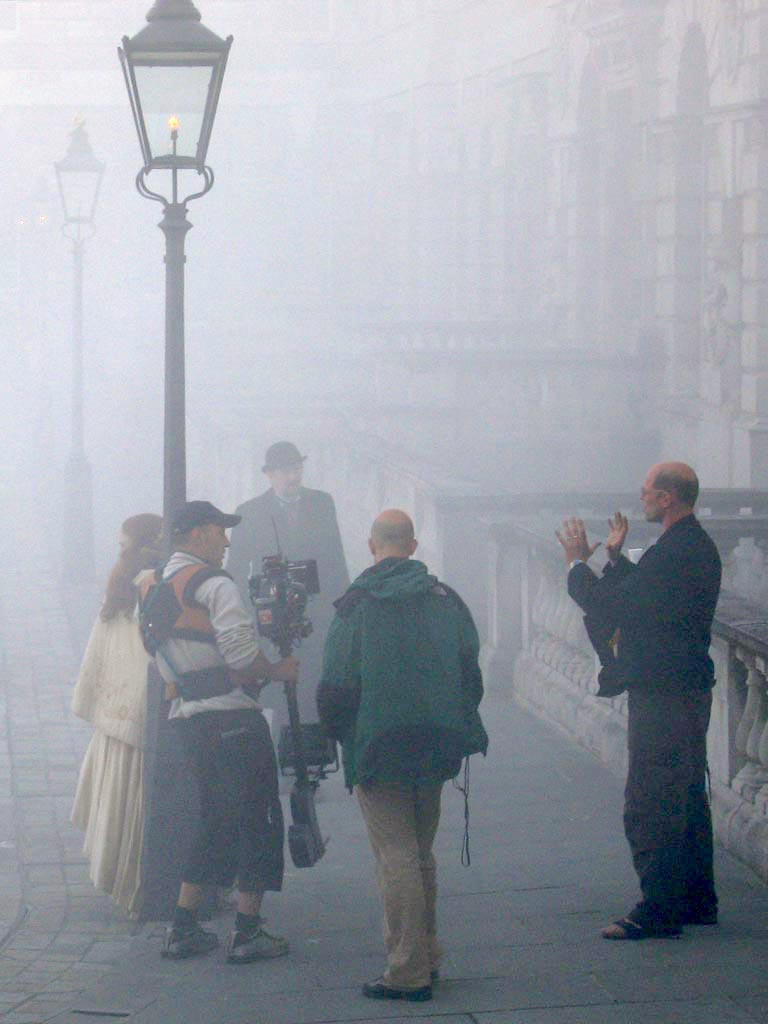
Regizor de film (în dreapta), dând ultimele indicații înaintea filmării unei scene

Regizorul de film (în engleză film director) este creatorul principal al filmului. Calitatea lui de coordonator al întregului proces de creație îi permite să defalce sarcini specifice colaboratorilor săi în realizarea creației: operatori, scenografi, compozitori, actori, echipa tehnică, etc. El coordonează activitatea acestora pentru atingerea scopului artistic din faza de concepție și reflectat în decupajul regizoral al filmului.
Regizorul este în general prezent în toate momentele importante a creației filmului, de la elaborarea scenariului regizoral și apoi a decupajului - lucrări care reprezintă, din punct de vedere scriptic, oglinda viitorului film - la stabilirea distribuției, avizarea schițelor de decoruri și costume, coordonarea actorilor la filmare, conducerea propriu-zisă a filmării, efectuarea montajului de film, definitivarea coloanei sonore și stabilește forma finală a filmului. În procesul de realizare a unei opere cinematografice regizorul este îndeobște investit cu întreaga libertate de creație, inclusiv în ceea ce privește stabilirea formei finale a acesteia, în conținutul căreia pot apărea diferențe, uneori substanțiale, față de proiectul literar inițial, scenariul de la care s-a pornit, din varii motive, care țin fie de originalitatea viziunii artistice a regizorului și de personalitatea sa artistică, fie din motive de ordin  comercial, ori - așa cum au fost multe cazuri în unele cinematografii - de ordin ideologic ori prooagandistic, modificări structurale și de conținut, care pot semnifica uneori o schimbare a întregului eșafodaj dramaturgic în raport cu scenariul (cu "story"-ul) de la care s-a pornit. În astfel de cazuri doar producătorul (sau finanțatorii) filmului pot decide, în sensul că libertatea de creație regizorală poate fi totuși constrânsă, în funcție de condițiile contractuale ale producătorului. La Hollywood, de exemplu, este uzual ca varianta prezentată publicului, în cinematografe, să fie rezultatul unei negocieri a regizorului cu studiourile, la Hollywood regizorul având opțiunea să scoată un dvd cu versiunea „Director's cut” (română montajul regizorului).
Regizorul de film este omul care asigură unitatea conceptuală și stilistică de realizare a unei opere cinematografice, filmul. Ca în orice alt domeniu creativ, se disting în mare două tipuri : autori de filme interesați în primul rând de valoarea artistică a operei pe care o creează, dornici să înainteze genul și să confrunte publicul cu o viziune artistică originală, și autori comerciali, care prin meșteșugul lor realizează filme ce răspund unor nevoi recreative minimale ale publicului, care folosesc șabloane facile, dovedite însă a fi eficiente.

## Regizori influenți (selectiv)
În ordine aleatorie:

### Străini
- Alfred Hitchcock, renumit pentru inovațiile aduse genurilor polițist și de mister
- Orson Welles, creatorul filmului Citizen Kane, unul dintre cele mai renumite și adesea citat printre cele mai bune filme ale tuturor timpurilor
- Stanley Kubrick, regizor american, perfecționist, a filmat sub o duzină de filme, printre ele Portocala mecanică și The Shining
- Francis Ford Coppola, cunoscut pentru trilogia Nașul, a ecranizat și un roman scurt de Mircea Eliade
- Peter Jackson, cineastul care a transpus pe peliculă, cu un buget uriaș, romanul Stăpânul inelelor al lui J.R.R. Tolkien
- Andrei Tarkovsky, regizor rus, filme de artă având în fundal meditații complexe asupra ortodoxismului și vieții
- Pier Paolo Pasolini, regizor italian care a explorat în profunzime temele sexualității și perversiunii
- Quentin Tarantino, regizor american care a introdus în cinematografie toposurile benzii desenate și violența estetizată
- Roman Polanski, regizor de origine poloneză, filme de autor, precum Luna amară și A noua pecete
- Ridley Scott, regizor renumit pentru peisagistica și imaginea filmelor sale, creatorul peliculei-cult Alien
- Lars von Trier, regizor danez, adept al conceptului Dogma 95, un tip de realism dus la extreme
- Steven Spielberg, regizor american prolific, cunoscut pentru filme comerciale cu succes uriaș la public
- George Lucas, creatorul francizei Star Wars
- Spike Lee, regizor american care  a ilustrat relațiile interrasiale și viața în comunitățile de afro-americani
- Giuseppe Tornatore, regizor italian, a transpus în mai multe filme temele copilăriei și iubirii cinematografiei
- Ed Wood, unul dintre cei mai proști regizori ai tuturor timpurilor, popularizat de:
- Tim Burton, regizor american, preferă adesea subiecte ciudate, o foarte caracteristică estetică vizuală a prelucrării peliculei
- Woody Allen, regizor american de origine evreiască, cantonat în nișa comediilor romantice
- Christopher Nolan , regizor britanico-american, a creat o serie de filme de succes de la începutul secolului al XXI-lea, printre care trilogia avându-l ca personaj principal pe supereroul  Batman

### Români
- Liviu Ciulei, în principal regizor de teatru, a filmat renumitul film Pădurea spânzuraților
- Lucian Pintilie, autorul filmului de artă Reconstituirea, exilat de regimul comunist, a regizat după întoarcerea în România filmul Balanța
- Cristian Mungiu, filme de artă, câștigătorului premiului prestigios Palme d'Or, preferință idiosincratică pentru povești derulate în perioadele comunistă și de tranziție
- Cristi Puiu, cu filmul Marfa și banii a lansat curentul realist și minimalist Noul val românesc
- Stere Gulea, regizorul filmului Moromeții, considerat unul dintre cele mai bune filme românești ale tuturor timpurilor
- Sergiu Nicolaescu, în principal autor de filme istorice și polițiste, conduce detașat în privința succesului de casă în România, cu zeci de milioane de bilete vândute înainte de 1989
- Corneliu Porumboiu, regizorul filmului Comoara , câștigător al premiul „Un certain talent” din cadrul secțiunii „Un Certain Regard”, la Festivalul Internațional de Film de la Cannes
- Alexandru Solomon, documentarist, a creat Război pe calea undelor și Kapitalism - Rețeta noastră secretă